# Scoglio Spliciaz
Lo scoglio Spliciaz, detto anche secca Plice, (in croato hrid Splićak o Kalebić) si trova vicino alla costa dalmata settentrionale, nel mare Adriatico, in Croazia, a nord di Morter. Amministrativamente appartiene al comune di Stretto nella Regione di Sebenico e Tenin.

## Geografia

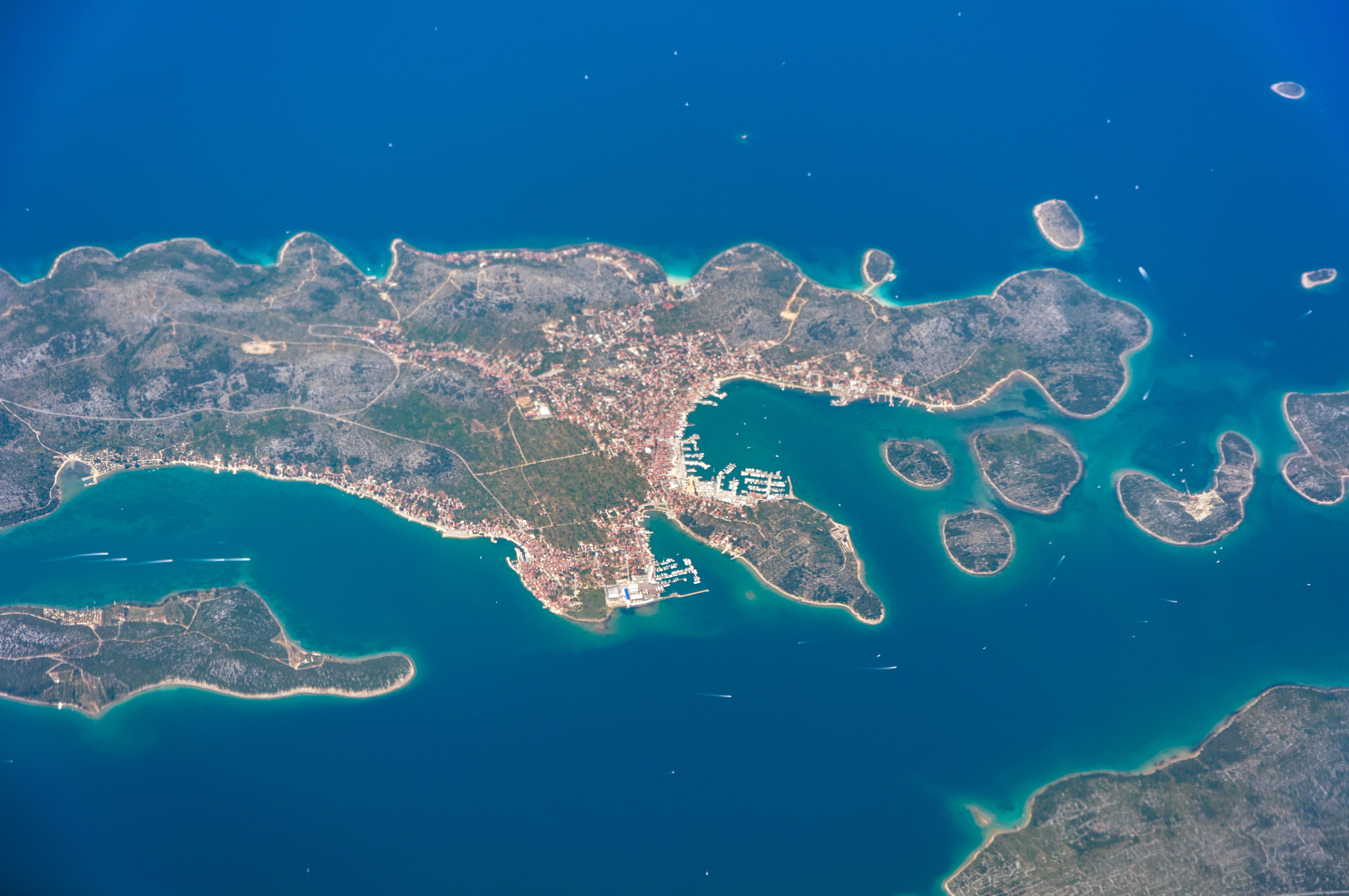
La parte settentrionale di Morter. In basso a destra vicino alla costa si intravede Spliciaz.

Spliciaz si trova nella baia di Slosella (Pirovački zaljev), a soli 65 m dalla costa dalmata. È situato 1,2 km a nord di punta Gradina (rt Gradina), una punta settentrionale dell'isola di Morter, e circa 5 km a nord-ovest di Slosella. Lo scoglio ha una superficie di 1931 m².

### Isole adiacenti
- Simignago (Zminjak), a ovest a circa 2 km[4].
- Teglina (Tegina), a sud-ovest, a circa 1,5 km[4].
- Santo Stefano (Sustipanac), a sud-est, a circa 2,6 km[4].

### Cartografia
- (HR) Mappa topografica della Croazia 1:25000, su preglednik.arkod.hr. URL consultato il 27 febbraio 2017.
- G. Giani, Carta prospettiva delle Comuni censuarie della Dalmazia, foglio 6, 1839. Fondo Miscellanea cartografica catastale, Archivio di Stato di Trieste.
- Carta di cabottaggio del mare Adriatico, foglio VII, Milano, Istituto geografico militare, 1822-1824. URL consultato il 17 febbraio 2017 (archiviato dall'url originale il 13 aprile 2013).